# عدد أولي نظامي
عدد أولي نظامي هو عدد أولي p أكبر قطعا من الاثنين والذي لا يقسم...